# Arvet (film, 1976)
Arvet (eng. Family Plot) är en komisk thrillerfilm från 1976 i regi av Alfred Hitchcock.

## Handling
En rik gammal dam anlitar ett falskt medium, Blanche Taylor, i hopp om att hitta sin brorson. Eftersom Blanche inte är synsk kan hon inte hitta honom. Men när damen erbjuder Blanche 10 000 dollar måste hon och hennes make George hitta honom. Samtidigt härjar ett par juveltjuvar staden - något som kan vara en ledtråd. En juveltjuv vid namn Artur och hans flickvän Fran kidnappar olika människor för att få pengar.

## Om filmen
Filmen fick sval kritik när den släpptes, men har på senare tid ansetts som mycket underskattad. Detta blev Hitchcocks sista film. Filmen bjuder på mycket svart humor.

## Rollista
- Karen Black - Fran
- Bruce Dern - George
- Barbara Harris - Blanche
- William Devane - Artur